# Nejc Skubic
Nejc Skubic (Lubiana, 13 giugno 1989) è un ex calciatore sloveno, di ruolo difensore.

## Carriera

### Club
Ha giocato con Interblock, Livar (in prestito), Drava Ptuj, Oțelul Galați, Domžale e Konyaspor, con i turchi ha vinto la Coppa di Turchia e la conseguente Supercoppa di Turchia.

### Nazionale
Ha giocato sia con l'Under-21 slovena che con la nazionale maggiore.

## Palmares

### Club

#### Competizioni nazionali
- Coppa di Turchia: 1

Konyaspor: 2016-2017
- Supercoppa di Turchia: 1

Konyaspor: 2017